# C17orf78
C17orf78 (англ. Chromosome 17 open reading frame 78) – білок, який кодується однойменним геном, розташованим у людей на 17-й хромосомі. Довжина поліпептидного ланцюга білка становить 275 амінокислот, а молекулярна маса — 30 555.
| 10         |  | 20         |  | 30         |  | 40         |  | 50         |
| ---------- |  | ---------- |  | ---------- |  | ---------- |  | ---------- |
| MDTILVFSLI |  | IASYDANKKD |  | LRDSSCRLEQ |  | LPGIFPKDVR |  | SIRELQMQET |
| HTETKRTTFI |  | QNRTIATLQC |  | LGSDSKVKVN |  | LVYLERRPKV |  | KHILKNLRII |
| AAPRRNSSAS |  | SSCHLIPTSK |  | FQTGSLLKGK |  | AFLPGISQCK |  | VLGASSETFP |
| TTAPSITPGN |  | KEGEKTTSTD |  | TDENLEKRQK |  | WSIVVKILIA |  | VTLLLSGVAI |
| IVFVIFEVPC |  | PYQCLGARKL |  | CQCQWLWRWQ |  | KKGGQPPGTA |  | ESKPDSQPQK |
| VGQDAANSSN |  | PKKAAEITVI |  | HQTYF      |  |            |  |            |

A: Аланін

C: Цистеїн

D: Аспарагінова кислота

E: Глутамінова кислота

F: Фенілаланін

G: Гліцин

H: Гістидин

I: Ізолейцин

K: Лізин

L: Лейцин

M: Метіонін

N: Аспарагін

P: Пролін

Q: Глутамін

R: Аргінін

S: Серин

T: Треонін

V: Валін

W: Триптофан

Задіяний у такому біологічному процесі, як альтернативний сплайсинг. 
Локалізований у мембрані.